# Melolontha umbraculata
Melolontha umbraculata är en skalbaggsart som beskrevs av Hermann Burmeister 1855. Melolontha umbraculata ingår i släktet Melolontha och familjen Melolonthidae. Inga underarter finns listade i Catalogue of Life.